# NGC 3802
NGC 3802 is een spiraalvormig sterrenstelsel in het sterrenbeeld Leeuw. Het hemelobject werd op 14 maart 1784 ontdekt door de Duits-Britse astronoom William Herschel.

## Synoniemen
- UGC 6636
- MCG 3-30-41
- ZWG 97.52
- IRAS 11377+1802
- PGC 36203